# Darvi járás (Hovd)
Darvi járás (mongol nyelven: Дарви сум) Mongólia Hovd tartományának egyik járása. Területe 5500 km². Népessége kb. 3150 fő.
Székhelye Bulgan (Булган), mely 205 km-re délkeletre fekszik Hovd tartományi székhelytől.